# Fawna MacLaren
Fawna MacLaren (nacida el 18 de diciembre de 1965 en Santa Mónica, California) es una modelo y actriz estadounidense. Fue elegida como Playmate del mes de enero de 1989 por la revista Playboy.
Fue seleccionada Playmate del 35.º aniversario de Playboy después de una búsqueda por todo el país. Se le pagó 35,000 dólares por sus páginas centrales. Varios años después, apareció en uno de los vídeos Wet & Wild de Playboy.